# 김굉필
김굉필(金宏弼, 1454년~1504년 10월 7일)은 조선 전기의 문인, 교육자, 성리학자, 화가로 호(號)는 한훤당(寒暄堂)·사옹(蓑翁), 또는 한훤(寒暄), 말곡(末谷)이며 자(字)는 대유(大猷), 시호는 문경(文敬)이다. 점필재 김종직의 제자로 김일손, 김전, 남곤, 정여창 등과 동문이었다. 《소학》에 심취하여 스스로 '소학동자'라 칭하였고, 《소학》의 가르침대로 생활하였다.
1472년(성종 3년) 19세 때 경상도 합천군 야로 말곡 남교동(현 경남 합천군 가야면 대전리 남교마을)에 사는 순천 박씨(朴氏) 가문으로 장가들었다. 처가 주변 개천 건너 지동(地東)이라 부르는 작은 바위 아래에 조그마한 서재를 짓고 한훤당(寒暄堂)이라는 당호를 붙였다. 이후 김굉필은 한훤당을 자신의 호로 삼았다.
김종직의 문하에서 수학하다가 1480년(성종 11) 식년과 생원시와 초시에 합격하고, 다시 성균관에 들어가 유생으로 수학하였다. 1494년(성종 25년) 훈구파 출신 경상도관찰사 이극균(李克均)에 의해 유일(遺逸)로 천거되어 출사하여 합천(陜川) 일민(逸民)으로 주부(主簿), 사헌부감찰, 형조좌랑 등을 지냈다. 1498년 무오사화가 일어나자 연좌되어 평안도 희천에 유배되었는데, 그곳에서 지방관으로 부임한 조원강의 아들 조광조(趙光祖)를 만나 학문을 전수하였다. 순천군으로 이배되어 1504년 갑자사화로 시장에서 사형되었다. 중종 반정 후 복권되어 승정원도승지에 추증되고, 1517년 증 우의정, 1575년 증 영의정에 거듭 추증되었다.
그는 1484년 10월 스승 김종직이 이조참판이 된 뒤에 국정에 대해 적극 건의를 해달라는 풍자시를 지어 올리기도 하였다. 이로서 양자가 갈라섰다는 말이 있으나 이는 사실이 아니다. 김종직이 죽기 전까지 함께 강론하며 사제의 예를 다했다는 기록이 최근 김종직이 다른 제자에게 보낸 편지에 나와 있다. 그 자신도 조광조·이장곤·주계정 이심원·김안국·이연경 등의 제자들을 배출했으며, 김종직 사후 사림의 영수로 추대되었다. 김굉필의 문인들과 이들의 학통은 후대에 가서 조광조, 백인걸의 학통과 함께 기호 사림파를 거쳐 서인학파를 이루게 되었다. 《소학》을 행동의 근간으로 삼아 《소학》을 알지 못하고는 사서육경을 알 수 없다고 주장하기도 하였다. 본관은 서흥(瑞興)이며, 한성부 정릉동에서 태어났다. 문묘에 종사된 동방5현 중의 한 사람이다.

## 생애

### 생애 초반
한훤당 김굉필은 1454년 어모장군 행충좌위사직(禦侮將軍 行忠佐衛司直) 김유(金紐)와 한승순의 딸 청주한씨의 아들로 한성부 정릉동에서 태어나, 집안을 따라 달성군 현풍으로 이주, 그 곳에서 성장했다. 그리하여 일설에는 그의 고향을 대구광역시나 경상북도로 보기도 한다.
만년에는 경상남도 합천에 정착했다.

### 소학과 청년기
영남의 유학자 김종직 문하에서 수학하던 중 어느날 《소학》의 어느 글귀를 읽고 깊이 감동한다. 이후 소학을 읽고 스스로 "소학동자 (小學童子)"라 일컬었고 평소 학문을 깊이 연구하여, 길재, 김숙자, 김종직으로 이어지는 성리학의 학문 전통을 이어, 성리학에 능하였으며 실천 궁행을 위주로 하는 학자가 되었다. 그는《소학》을 행동의 근간으로 삼아 《소학》을 알지 못하고는 학문을 할 수 없고, 사서육경을 알 수 없다고 주장하기도 하였다. 그는 소학에 나온대로 실천궁행에 힘썼다.
그는 남들보다 비교적 늦은 나이에 학업을 시작하여 이 때문에 고민하였으나, 김종직은 그에게 학문을 하는데 있어 늦고 빠른 것은 없다며 자신은 새벽에 닭이 울 때 일어나 세수하고 앉아서 책을 읽는다며, 하루도 거르지 않고 실천에 힘쓴다면 나중에는 크게 발전할 것이라며 권면하였다. 이때부터 그는 남들보다 늦게 시작하였으니 더 열심히 할 것을 다짐하였다. 초기에는 힘들었으나 매일 새벽에 일어나 세수하고 단정히 앉아 책을 읽기 시작, 나중에는 새벽에 닭이 울지 않아도 저절로 기상하게 되었다.
김종직의 문하에서 김전(金詮), 김일손, 권오복, 남곤, 이목, 정여창 등을 만나 교류하게 된다. 그 중에서도 그는 김종직의 뛰어난 수제자의 한 사람으로 인정되었다. 김종직의 문하에 있을 때 향시에 합격했는데, "업문유미식천기, 소학서중오작비, 종차진심공자직, 구구하용선경비"라고 쓴 향시의 답안이 전한다.
그뒤 1480년(성종 11) 식년과 생원시에 3등 32위로 합격하여 생원이 되고, 성균관에 들어가 성균관 유생으로 수학하였다. 성균관 유생으로 수학하는 중에도 조정의 정책에 대한 여러 상소를 올렸다. 성균관 유생이 된 첫 해에 초시에 합격하였다.

### 김종직과의 결별
그러나 1484년 10월 스승 김종직이 이조참판에 등용된 뒤 훈구파와 적극적으로 싸우지 않자 김굉필은 이를 비판하였다. 이때 김굉필을 비롯한 김종직의 문하생들은 스승이 훈구파에 맞서 조정을 바로잡아 줄 것이라고 기대했지만 오히려 중직에 임용되자 김종직은 조정에 건의 하나 올리지 않았다. 이에 불만을 품은 김굉필은 스승과 사이가 벌어질 것을 각오하고 한 편의 시를 지어 상황에 따라 변화하는 김종직의 현실타협적인 처세를 완곡하게 비판했다.
도(道)라는 것은 겨울엔 갖옷 입고 여름엔 얼음 마시는 것인데 / 
날 개면 가고 비 오면 그치는 것을 어찌 전능(全能)이라 하겠는가 / 
난초도 속된 것을 좇아 결국 변한다면 / 
어느 누가 소는 밭을 갈고 말은 사람이 타는 것이라고 믿을 수 있겠는가?

자신을 신랄하게 풍자한 제자의 시에 심기가 불편해진 김종직은 이에 화답하는 한 편의 시를 지어 보내면서 임금을 제대로 보필하고 세상을 바로잡는 일이 말처럼 쉽지 않다는 사실을 우회적으로 내비치면서 자신의 처세가 권세와 이익만을 따르는 것이 아니라고 하였다.
분수에 맞지 않게 공경대부 높은 관직에 올랐지만 / 
내가 어찌 임금을 보필하고 세상을 바로잡는 일을 해낼 수 있을까? / 
그대 같은 후학(後學)들이 나의 허물과 어리석음 조롱하지만 / 
구차하게 권세와 이익을 따르지는 않네.

그러나 이때의 일로 김굉필은 김종직과 틈이 갈라져 끝내 사제 간의 정을 회복하지 못했던 것으로 추정된다. 김굉필의 나이 39세가 되는 1492년 스승 김종직과 절친한 지기 남효온이 모두 세상을 떠났는데 연보(年譜)에는 남효온의 집을 방문한 기록은 나오지만 김종직의 죽음에 대해서는 전혀 언급되지 않는다. 그러나 사림의 학통과 인맥은 김종직이 세상을 떠난 이후 오히려 김굉필을 김종직의 뒤를 이를 사림의 영수로 만들었다.

### 학문 연구와 후학 양성
오랫동안 김종직의 문하에서 수학하던 그는 1492년 스승이 죽자 이후 관직에 나가지 않고 고향에서 서실을 열고 성리학을 연구하며 제자를 길러냈다. 그는 정몽주-길재-김숙자-김종직으로 이어지는 성리학을 널리 확산시켰다.
수많은 양반 관료들과 중인들, 양인 자제들까지도 그의 문하에 찾아왔고, 그는 신분을 가리지 않고 문하생을 받아들였다. 재물 욕심이 없던 그는 일부 뜻있는 지인들과 제자들이 일부 수업료를 냈을 뿐, 수업료 역시 받지 않았다. 그의 문하에서는 신재 최산두(崔山斗), 모재 김안국과 김정국 형제, 주계정 이심원, 이연경, 이약수(李若水), 문서귀(文瑞龜), 안우(安瑀), 정붕(鄭鵬) 등의 제자들이 이름이 알려졌다.
그는 수기(修己), 치인(治人)을 직접 현실에서 실천으로 옮기는 것을 중시했다. 이러한 수기와 치인의 직접적인 실천을 중시하는 현상은 조광조 등을 거쳐 후대의 사림 내에 확산되었다. 그밖에 그는 또 이(理)를 절대적인 선으로 규정하기도 했다.

### 관료생활과 무오사화
1494년(성종 25년) 경상도관찰사로 있던 훈구파 재상 이극균(李克均)에 의해 유일(遺逸)로 천거되어 출사하였다. 훈구파의 거물이었던 이극균은 김종직의 문하생을 대거 발탁해서 요직에 앉혔는데, 그는 후일 갑자사화를 일으키는 이극돈의 친동생이었고, 이극균 자신도 김굉필과 김종직의 문하생을 추천했다는 이유로 무오사화 때 화를 당한다.
1494년(성종 25년) 경상도관찰사 이극균(李克均)의 천거로 김굉필은 남부참봉(南部參奉)에 제수되었다. 전생서참봉, 북부주부 등을 거쳐 1495년(연산군 1년) 12월 28일 북부주부(北部主簿)에 제수되고, 1496년(연산군 2년) 군자감주부가 되었다.
그 뒤 사헌부 감찰을 거쳐 1497년 형조좌랑이 되었으나 7개월만에 사직상소를 내고 내려갔다. 1498년(연산군 4년) 동문 김일손 등이 실록에 조의제문을 실은 것과 남곤 등의 연산군 비판, 폐비 윤씨 복위 반대에 염증을 느낀 연산군에 의해 무오사화가 발생했다. 오랜 고문 끝에 김일손이 그해 7월 17일 김종직의 문인이라고 진술한 명단에 그의 이름이 끼어 있어 그도 처벌을 받게 된다.

### 유배 생활과 최후
이때 그는 김일손, 권오복, 남곤 등의 동문이며 김종직의 문도로 붕당을 만들었다는 죄목으로 평안도 희천(熙川)에 유배되었고, 2년 뒤에는 전라도 순천에 유배되었다. 유배지에서도 학문 연구와 인재 양성에 힘썼고 특히 지방관으로 부임한 조원강의 아들 조광조를 만나 그에게 학문을 전수하였다.
그밖에도 최산두, 이장곤, 김안국, 김정국, 이장길, 정붕, 성세창, 강흔, 정응상, 이연경, 주계부정 이심원, 윤탁, 우성윤, 김구(金絿), 정응상, 허경, 박한참, 윤신, 유우, 민구손, 최수성, 이담 등이 그의 문하에서 수학하였다.
김굉필이 유배지(流配地)를 평안도 희천에서 전라도 순천(順天) 승평(昇平)에 있던 친한 후배 정여해의 집 가까운 곳으로 유배지를 옮기자 정여해는 항상 병으로 가마를 타고 김굉필을 방문하여 위로했다. 한번은 정여해가 그를 찾아와 김굉필의 신구를 청하는 상소문(上疏文) 초(草)한 것을 보이고 그를 구하려 하였다. 그러나 김굉필은 그 상소문을 살펴보고 안 된다고 하며 '만약 이 소장을 올리면 우리 동지들이 더 큰 화를 입게 될 것이니 올리지 말라'고 만류하였다. 실망한 정여해는 그날부로 상소문을 불살라 버리고 어찌할 수가 없음을 알고 통곡하며 순천의 집으로 돌아와 이후 아무도 만나지 않고 두문불출하며 은거하였다.
유배지에서도 좌절하지 않고 학문 연구와 인재 양성에 전념하였으며 정여해 등의 친구들이 그를 방문하여 위문했다. 저서로 《경현록》, 《한훤당집》이 전한다. 그는 그림에도 능했다 한다. 1504년(연산군 10년) 다시 갑자사화가 발생하자 궁중파의 탄핵을 받고 전라도 순천에 유배, 그해 10월 7일 철물시(鐵物市)에서 효수(梟首)하라는 명을 받고 유배지에서 사형당했다. 당시 그의 나이 향년 51세였다.

### 사후
죽은 뒤 그의 수급은 효수(梟首)되어 순천부의 철물시장에 걸려졌다. 중종 반정 뒤 연산군 때에 피화한 인물들의 신원이 이루어짐에 따라 증 승정원도승지겸 경연침찬관에 추증되었고, 자손은 관직에 등용되는 혜택을 받았다. 이황은 그를 '근세 도학(道學)의 조종(祖宗)'이라 하여 성리학 도통의 정통으로 규정했고, 그의 제자 중 조광조와 그의 문인 백인걸, 백인걸의 문인 이이, 성혼 등을 통해 기호학파를 형성하고, 이들은 다시 선조 때에 서인 당을 형성하게 된다.
중종 반정 이후 사림파의 개혁정치가 추진되면서 성리학의 기반구축과 인재양성에 끼친 업적이 재평가됨에 따라 그의 존재는 크게 부각되었는데, 이는 조광조를 비롯한 제자들의 정치적 성장에 힘입은 바 컸다.
그 결과 1517년(중종 12년) 정광필(鄭光弼)·신용개(申用漑)·김전 등에 의하여 학문적 업적과 무고하게 피화되었음이 역설되어 증 의정부우의정에 추증되었으며, 도학(道學)을 강론하던 곳에는 사우가 세워져 제사를 지냈다.
그러나 그에게 내려진 증직 및 각종 은전은 1519년(중종 13년) 기묘사화가 일어나 그의 문인들이 화를 받으면서 남곤(南袞)을 비롯한 반대세력에 의해 수정론이 대두되었다. 당시의 이같은 정치적 분위기의 변화에도 불구하고 그 뒤 그를 받드는 성균관유생들의 문묘종사(文廟從祀) 건의가 중종 반정 직후부터 계속되어 1575년 의정부영의정에 추증되고, 1577년(선조 10년)에는 문경(文敬)이라는 시호가 내려졌다.
1610년(광해군 2년)에 정여창, 조광조, 이언적, 이황과 더불어 동방 5현으로 성균관 문묘에 종사되었다. 아산의 인산서원, 서흥의 화곡서원, 회천의 상현서원, 현풍의 도동서원, 순천의 옥천서원에 배향되어 있다.

### 문묘 종사 배경
중종 때 이여가 정몽주의 문묘종사를 청했다. 중종은 이여의 건의와 유생의 상소에 따라서 정몽주의 문묘종사를 의논하여 결정하도록 했다.
그 후에 조강에서 태학생(太學生)들이 정몽주와 김굉필을 문묘에 종사하자고 상소한 문제를 의논하자고 임금이 제안했을 때, 정광필은 자신의 자제가 김굉필의 문하생인데 추향이 지극히 바르고 실천이 독실한 사람이기는 하나 문묘종사에는 신중해야 할 것이라고 신중론을 폈다.
당시 시강관 조광조가 종사를 발의하고 기준(奇遵)이 종사를 지지하는 발언을 했다. 정몽주가 도학의 연원을 열었으며, 정몽주가 길재를, 길재는 (여러 대를 거쳐) 김종직을, 김종직은 김굉필을 가르쳤으니 (도학의 학통이 이어진 것이며) 김굉필이 송유(宋儒)의 실마리를 얻어 주자와 같은 위치에 올랐으니 문묘에 종사해야 한다고 주장했다. 이에 정여창, 김굉필, 성삼문과 박팽년에 대해서도

종사를 의논하도록 했다. 이때 조광조가 이심원을 거론하자 정광필이 반대했는데 임금도 이에 동의했다. 참찬관 김정(金淨)이 대학연의를 강의하다가 김굉필의 문묘종사를 건의했다. 그를 문묘에 종사하는 것은 자신들의 직계 스승을 배향하기 위한 것이라며 훈구파는 물론 온건 사림파들, 김종직의 다른 제자들이나 다른 제자의 문인들 역시 반대하였다. 결국 광해군때 가서야 문묘에 종사된다.

## 가족 관계
- 할아버지 : 김소형(金小亨) 
  - 아버지 : 김유(金紐)
  - 어머니 : 한승순(韓承舜)의 딸 - 청주한씨
    - 처 : 순천 박씨
      - 장남 : 김언숙(金彦塾)
      - 차남 : 김언상(金彦庠)
      - 삼남 : 김언학(金彦壆)
      - 딸 : 정응상(鄭應祥)에게 출가

## 저서
- 《한훤당집》
- 《경현록 (景賢錄)》
- 《가범》

## 평가
평소 육경(六經) 연구에 몰두하여 성리학에 통달했으며, 문하에서 조광조·이장곤(李長坤)·김안국(金安國)·이연경 등이 배출되었다. 조광조의 학맥은 조광조-성수침-성혼으로 이어지는 한편 율곡 이이와 성혼은 조광조의 문인 백인걸의 문하에서 수학, 사숙함으로써, 조광조의 후계자들은 서인 학파를 이루게 된다. 김안국의 제자는 김인후이고 김인후의 문인이 정철로, 정철 역시 성혼, 이이와 함께 역시 서인 학파를 형성하였다.
김장생은 예학은 송익필에게 수학했지만 이이, 성혼의 문하에서 수학한 일로 학문적 연원이 김굉필을 거쳐서 김종직까지 올라가게 된다.

## 기타

### 사상과 영향
학맥상으로는 백이정과 안향에게까지 거슬러 올라가는데, 백이정, 안향→이제현→이색→정몽주→길재→김숙자→김종직→김굉필로 이어진다. 그의 대에 이르러 조광조 등을 양성하고 이들은 후일 동인과 서인의 연원이 된다.
백이정, 안향→이제현→이색→정도전

　　　　　　　　　　　　　→이숭인

　　　　　　　　　　　　　→정몽주→권근

　　　　　　　　　　　　　　　　　　→권우→세종대왕

　　　　　　　　　　　　　　　　　　　　　→정인지

　　　　　　　　　　　　　　　　　　→길재→김숙자→김종직→정여창

　　　　　　　　　　　　　　　　　　　　　　　　　　　　　→김굉필→조광조→백인걸→이이(율곡)

　　　　　　　　　　　　　　　　　　　　　　　　　　　　　　　　　　　　　→성수침→성혼(우계)

　　　　　　　　　　　　　　　　　　　　　　　　　　　　　　　　　　　　　→이연경

　　　　　　　　　　　　　　　　　　　　　　　　　　　　　　　　　→김안국→김인후

　　　　　　　　　　　　　　　　　　　　　　　　　　　　　　　　　→김정국

　　　　　　　　　　　　　　　　　　　　　　　　　　　　　→주계부정 이심원

　　　　　　　　　　　　　　　　　　　　　　　　　　　　　→김일손

　　　　　　　　　　　　　　　　　　　　　　　　　　　　　→김전

　　　　　　　　　　　　　　　　　　　　　　　　　　　　　→남곤

### 한훤당 고택

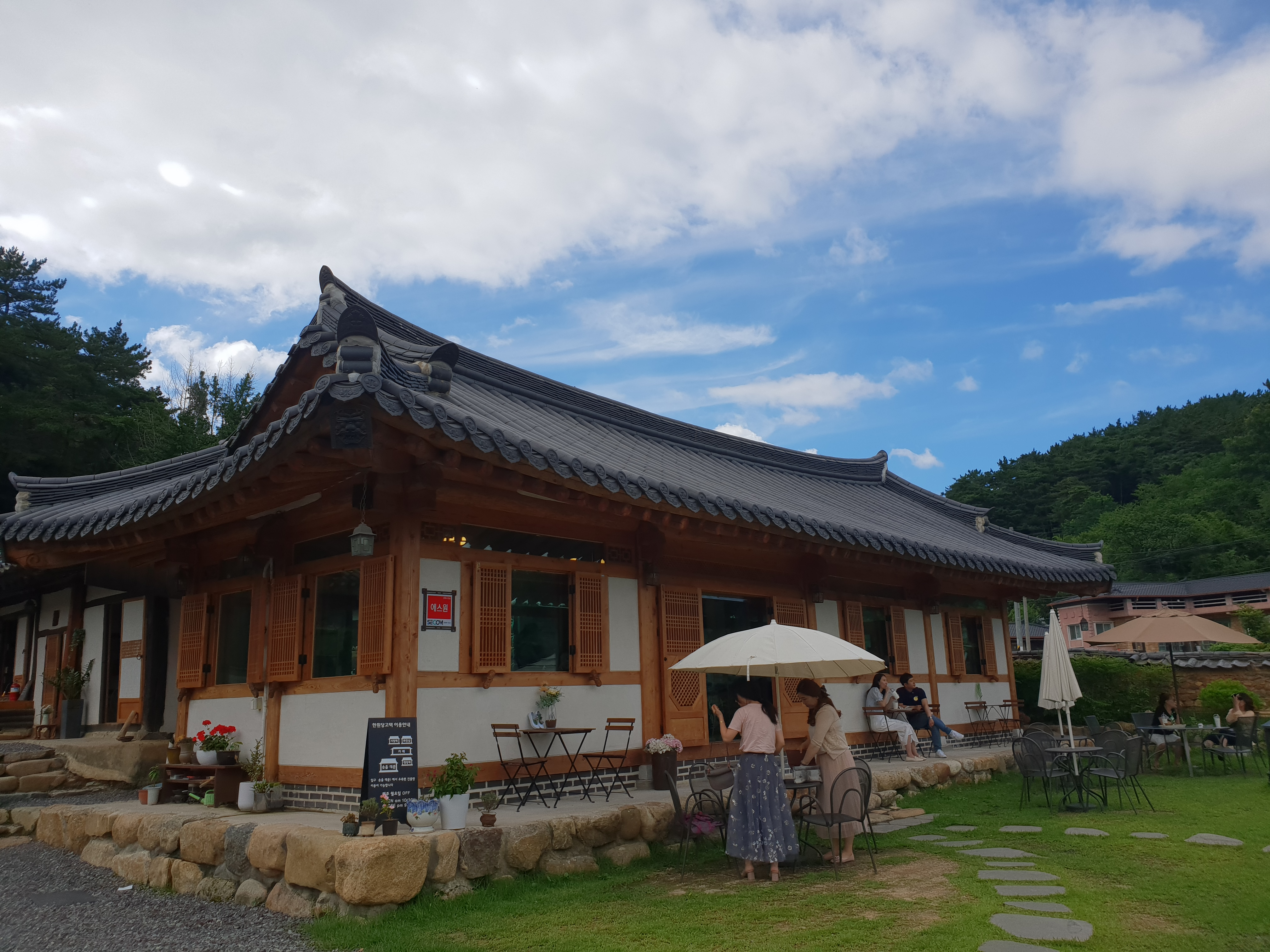
한훤당 고택

대구광역시 달성군 현풍읍 지리에 위치해있다.
김굉필의 11세손인 김정제가 1779년에 달성군 구지면 도동에서 현풍읍 지리로 이주하면서 생긴 서흥 김씨의 동족 마을에 있는 주택이다.
현재는 카페 및 숙박시설로 사용되고 있다.

## 같이 보기
- 김숙자
- 김종직
- 조광조
- 정여창
- 김일손
- 이심원
- 이목
- 김전
- 남곤